# Globularia sarcophylla
Globularia sarcophylla är en grobladsväxtart som beskrevs av Eric R.Svensson Sventenius. Globularia sarcophylla ingår i släktet bergskrabbor, och familjen grobladsväxter. Inga underarter finns listade i Catalogue of Life.